# Billboard Music Award for Top Billboard 200 Artist

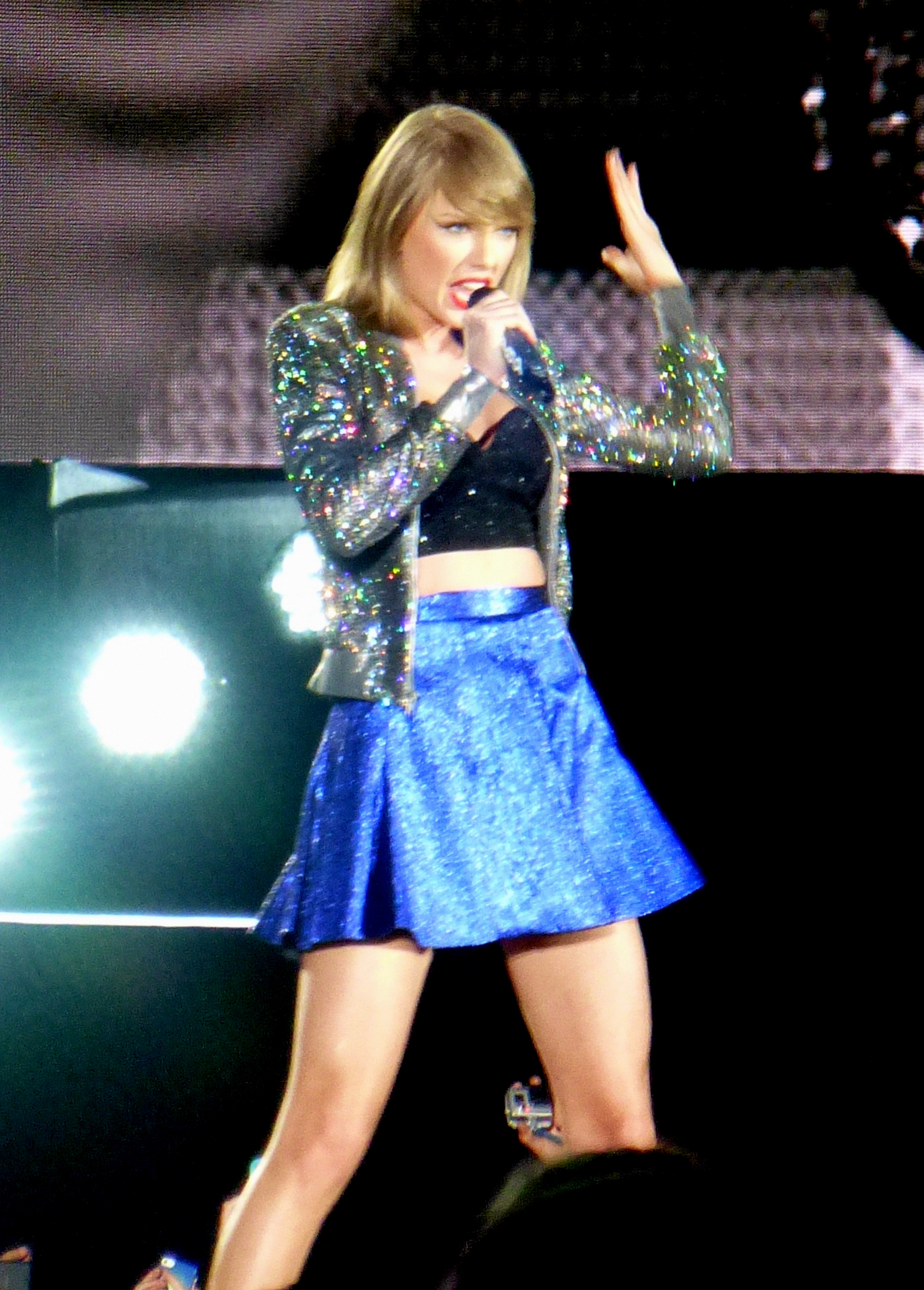
Taylor Swift gewann den Award bislang vier Mal

Der Billboard Music Award for Top Billboard 200 Artist wird im Rahmen der jährlichen Billboard-Music-Awards-Verleihung vergeben. Er wurde erstmals 1992 eingeführt, ruhte danach aber bis 2011. Taylor Swift gewann den Award bisher viermal und hatte auch mit sieben die meisten Nominierungen.

## Übersicht
Die Gewinner sind vorangestellt und in Fettschrift.

### 1990er
| Jahr         | Künstler       | Ref |
| ------------ | -------------- | --- |
| 1992         |                |     |
| Garth Brooks | [ 1 ]          |     |
| 1993–1999    | nicht vergeben |     |

### 2010er
| Jahr              | Künstler       | Ref |
| ----------------- | -------------- | --- |
| 2010              | nicht vergeben |     |
| 2011              |                |     |
| Taylor Swift      | [ 2 ]          |     |
| Justin Bieber     | [ 2 ]          |     |
| Susan Boyle       | [ 2 ]          |     |
| Eminem            | [ 2 ]          |     |
| Lady Antebellum   | [ 2 ]          |     |
| 2012              | [ 2 ]          |     |
| Adele             | [ 3 ]          |     |
| Justin Bieber     | [ 3 ]          |     |
| Michael Bublé     | [ 3 ]          |     |
| Lady Gaga         | [ 3 ]          |     |
| Lil Wayne         | [ 3 ]          |     |
| 2013              | [ 3 ]          |     |
| Taylor Swift      | [ 4 ]          |     |
| Adele             | [ 4 ]          |     |
| Justin Bieber     | [ 4 ]          |     |
| Mumford & Sons    | [ 4 ]          |     |
| One Direction     | [ 4 ]          |     |
| 2014              | [ 4 ]          |     |
| Justin Timberlake | [ 5 ]          |     |
| Beyoncé           | [ 5 ]          |     |
| Luke Bryan        | [ 5 ]          |     |
| Eminem            | [ 5 ]          |     |
| One Direction     | [ 5 ]          |     |
| 2015              | [ 5 ]          |     |
| Taylor Swift      | [ 6 ]          |     |
| One Direction     | [ 6 ]          |     |
| Pentatonix        | [ 6 ]          |     |
| Ed Sheeran        | [ 6 ]          |     |
| Sam Smith         | [ 6 ]          |     |
| 2016              | [ 6 ]          |     |
| Adele             | [ 7 ]          |     |
| Justin Bieber     | [ 7 ]          |     |
| Drake             | [ 7 ]          |     |
| Taylor Swift      | [ 7 ]          |     |
| The Weeknd        | [ 7 ]          |     |
| 2017              | [ 7 ]          |     |
| Drake             | [ 8 ]          |     |
| Beyoncé           | [ 8 ]          |     |
| Prince            | [ 8 ]          |     |
| Twenty One Pilots | [ 8 ]          |     |
| The Weeknd        | [ 8 ]          |     |
| 2018              | [ 8 ]          |     |
| Drake             | [ 9 ]          |     |
| Kendrick Lamar    | [ 9 ]          |     |
| Ed Sheeran        | [ 9 ]          |     |
| Chris Stapleton   | [ 9 ]          |     |
| Taylor Swift      | [ 9 ]          |     |
| 2019              | [ 9 ]          |     |
| Drake             | [ 10 ]         |     |
| Ariana Grande     | [ 10 ]         |     |
| Post Malone       | [ 10 ]         |     |
| Travis Scott      | [ 10 ]         |     |
| XXXTentacion      | [ 10 ]         |     |

### 2020er
| Jahr          | Künstler | Ref |
| ------------- | -------- | --- |
| 2020          |          |     |
| Post Malone   | [ 11 ]   |     |
| Drake         | [ 11 ]   |     |
| Billie Eilish | [ 11 ]   |     |
| Khalid        | [ 11 ]   |     |
| Taylor Swift  | [ 11 ]   |     |
| 2021          | [ 11 ]   |     |
| Taylor Swift  | [ 12 ]   |     |
| Drake         | [ 12 ]   |     |
| Juice WRLD    | [ 12 ]   |     |
| Post Malone   | [ 12 ]   |     |
| Pop Smoke     | [ 12 ]   |     |
| 2022          | [ 12 ]   |     |
| Taylor Swift  | [ 13 ]   |     |
| Adele         | [ 13 ]   |     |
| Drake         | [ 13 ]   |     |
| Juice Wrld    | [ 13 ]   |     |
| Morgan Wallen | [ 13 ]   |     |

## Statistik

### Meiste Siege
| Rang | Künstler     | Siege | Jahre                           |
| ---- | ------------ | ----- | ------------------------------- |
| 1.   | Taylor Swift | 5     | 2011, 2013, 2015, 2021 und 2022 |
| 2.   | Drake        | 3     | 2017, 2018 und 2019             |
| 3.   | Adele        | 2     | 2012 und 2016                   |

### Nominierungen
7 Nominierungen
- Taylor Swift
- Drake

4 Nominierungen
- Justin Bieber
- Adele

3 Nominierungen
- One Direction
- Post Malone

2 Nominierungen
- Beyoncé
- Eminem
- The Weeknd
- Juice WRLD